# Het uur vooraf
Het uur vooraf is een hoorspel van Anton Quintana met Ad Löbler als regisseur. De VARA zond het uit op zaterdag 24 februari 1968 via het radiostation Hilversum II. De uitzending duurde 29 minuten.

## Rolbezetting
- Eva Janssen (de vrouw)
- Pieter Lutz (de man)
- Jos van Turenhout (de controleur, de broer & de winkelier)

## Inhoud
In een dialoog tekent de schrijver het portret van een echtpaar van middelbare leeftijd in de laatste fase vóór de (echt)scheiding: het uur vooraf. De meeste initiatieven komen hier van de vrouw. Zij wil niet langer wachten met wat men noemt de “officiële” stappen en heeft daarom een advocaat ontboden. Hierbij moeten er lijsten worden opgesteld en beiden moeten signeren. Ten slotte kan dan ieder zijn eigen spullen meenemen en zijn eigen weg gaan. Na de gebruikelijke formaliteiten komen dan de innerlijke gevoelens los. Hoe het had moeten zijn en hoe het had kunnen zijn. Ze begonnen met zo weinig, maar ten slotte hadden ze alles, behalve de oprechte liefde. Waarom moet de vrouw weggaan? “Neen,” denkt ze, “een andere man op mijn leeftijd zit niet in het spel. Ik had er nooit aan moeten beginnen, maar ja, al tien jaar hetzelfde baantje en je bent bang om alleen oud te worden. Maar helaas, het was een vergissing. Op onze leeftijd moeten mensen niet aan zoiets beginnen.” En hij zal wel weer een echte vrijgezel worden.